# 장호원상업고등학교
장호원상업고등학교는 경기도 이천시 장호원읍에 있던 공립 고등학교이다.

## 연혁
- 1978년 3월 1일 : 장호원여자종합고등학교로 개교
- 1985년 3월 1일 : 장호원상업고등학교로 교명 변경
- 2002년 2월 28일 : 폐교 및 장호원고등학교로 통합[1]

## 같이 보기
- 장호원고등학교